# Массон, Жан-Ив
Жан-Ив Массон (фр. Jean-Yves Masson; 28 сентября 1962, Лотарингия) — французский писатель

, поэт, переводчик, литературный критик, педагог.

## Биография и творчество
Закончил École Normale, где изучал филологию и философию. Как поэт дебютировал в La Nouvelle Revue française в 1986 году. В 1996-м год опубликовал роман L’isolement, хорошо принятый критикой. Преподавал в Университете Париж-Х, затем в Сорбонне, где возглавляет Центр сравнительного литературоведения. Руководит серией немецкой литературы «Der Doppelgänger» (Двойник) в издательстве Вердье. В 2009—2011 возглавлял ассоциацию Дом писателей. Ведет страницу, посвященную поэзии, в журнале Le Magazine littéraire.
Переводит с английского (Киплинг, Йейтс, Кэтлин Райн, Тед Хьюз), немецкого (Мёрике, Клейст, Штифтер, Гофмансталь, Рильке, Стефан Георге, Георг Гейм, Эльза Ласкер-Шюлер, Эден фон Хорват, Эрика Буркарт), итальянского (Петрарка, Итало Звево, Сальваторе Квазимодо, Марио Луци) языков.

## Избранные произведения
- Don Juan ou le refus de la dette, эссе. Éditions Galilée, 1990 (в соавторстве с Сарой Кофман)
- Offrandes, стихи. Voix d’Encre, 1995
- L’Isolement,роман. Éditions Verdier, 1996
- Onzains de la nuit et du désir, стихи. Cheyne éditeur, 1995 (премия Roger-Kowalski г. Лион)
- Poèmes du festin céleste, стихи. l’Escampette, 2002
- Le Chemin de ronde, carnets, записные книжки. Voix d’encre, 2003
- Hofmannsthal, renoncement et métamorphose, эссе. Verdier, 2006
- Ultimes vérités sur la mort du nageur, новеллы. Verdier, 2007 (премия Ренессанс за новеллистику, Бельгия)
- Neuvains du sommeil et de la sagesse, стихи. Cheyne Éditeur, 2007 (премия Макса Жакоба, премия имени Франсуа Коппе, присуждаемая Французской Академией, премия Фонда Рильке в кантоне Вале, Швейцария)
- Пожар в Веймарском театре/ L’Incendie du théâtre de Weimar, роман. Verdier, 2014